# Blue Mountain (Arkansas)
Pour les articles homonymes, voir Blue Mountain.
Blue Mountain est un village situé dans l’État américain de l'Arkansas, dans le comté de Logan.

## Démographie
| 1930 | 1940 | 1950 | 1960 | 1970 | 1980 |
| ---- | ---- | ---- | ---- | ---- | ---- |
| 145  | 171  | 122  | 94   | 108  | 112  |

| 1990 | 2000 | 2010 | - | - | - |
| ---- | ---- | ---- | - | - | - |
| 146  | 132  | 124  | - | - | - |